# Sainte Tréphine
Pour les articles homonymes, voir Sainte Tréphine (homonymie).
Tréphine (ou Trifin, Trifine, Tryphine, Triphine) est un personnage semi-légendaire du VIe siècle dont la vie a souvent été considérée à l'origine du conte de Barbe Bleue. Cette sainte, martyre céphalophore, est mentionnée la première fois au XIe siècle par le moine Vitalis de l'abbaye Saint-Gildas de Rhuys dans son ouvrage Vie de Saint Gildas. En Bretagne, elle est vénérée comme une sainte patronne des enfants malades et de ceux qui arrivent après terme. La légende de Sainte Tréphine nous provient certainement d'un personnage historique qui épousa vers 550 Conomor, un dirigeant de la Bretagne médiévale.

## La légende de Tréphine et Tremeur
Vers l'an 550, sur les conseils de saint Gildas et pour éviter un conflit, Waroch Ier, roi du Bro Waroch et comte de Vannes, accepte de donner sa fille en mariage au comte Conomor du Poher, roi de Domnonée. Par ses multiples mariages, ce dernier cherche à agrandir ses fiefs. Mais une prophétie l'a averti qu'il sera occis par son fils, si bien qu'il décapite systématiquement ses femmes dès qu'elles sont enceintes. Tréphine, sa quatrième épouse, doit subir le même sort lorsqu'elle sait qu'elle attend un enfant. Elle parvient à s'échapper grâce à l'aide magique des épouses défuntes. Dans la forêt, elle donne naissance à son fils, le futur saint Trémeur. Elle réussit à cacher son nouveau-né avant que son mari ne la rattrape. Fou de rage, Conomor la retrouve et lui tranche le cou. Avertis par ses serviteurs, Warock et sa femme récupèrent le corps martyrisé de leur fille et se rendent à l'ermitage de Saint-Gildas à Bieuzy pour lui rappeler, non sans amertume, que c'est lui qui était à l'origine de ce mariage. Pour se faire pardonner, Saint Gildas se rend alors au château de l'Hermine à Vannes où le corps de Tréphine repose sur son lit ; il replace la tête de la sainte sur ses épaules et la ressuscite. Elle fait bâtir un couvent de Vannes où elle finit sa vie,,.
Dans d'autres versions de la légende, après la mort de Tréphine, Conomor retrouve son fils et le tue, d’autres encore disent que Conomor fut tué dans son château qui s’est miraculeusement écrasé sur lui.

## La légende de Tréphine et du roi Arthur
Le folkloriste François-Marie Luzel a retrouvé une pièce de théâtre (un mystère) en langue bretonne intitulé Santez Trifina hag ar Roue Arzur ("Sainte Tréphine et le roi Arthur") ; ce mystère en huit actes était joué en deux journées . Dans cette histoire, Arthur devient le mari de Tréphine au lieu de Conomor et Tréphine possède quelques caractéristiques de Guenièvre. Le complot inclut le frère diabolique de Tréphine, Kervoura, qui voudrait hériter du royaume d’Arthur. Quand il découvre la grossesse de Tréphine, il décide d’éliminer la descendance. Alors qu’elle est sur le point d’accoucher, il l'enlève et cache l’enfant. Il accuse Tréphine d’avoir tué le bébé et utilise des preuves montées de toutes pièces pour l’incriminer dans un complot contre la vie d’Arthur. Ce dernier met sa femme aux arrêts, mais elle réussit à fuir et travaille six ans en tant que servante. Elle est finalement découverte et ramenée à la cour. Arthur accepte son innocence, et ils ont une fille ensemble. Kervoura l’accuse ensuite d’adultère en utilisant de faux témoins. Elle est donc condamnée à être exécutée. Toutefois, son fils Tremeur, qui est maintenant grand, parvient à échapper à ses geôliers et revient. Il arrive juste au moment où sa mère doit être décapitée ; il provoque Kervoura en duel et le tue, mais avant d’expier Kervoura avoue ses crimes. Arthur et Tréphine sont donc à nouveau réunis.

## Son culte et ses traces dans la Bretagne actuelle

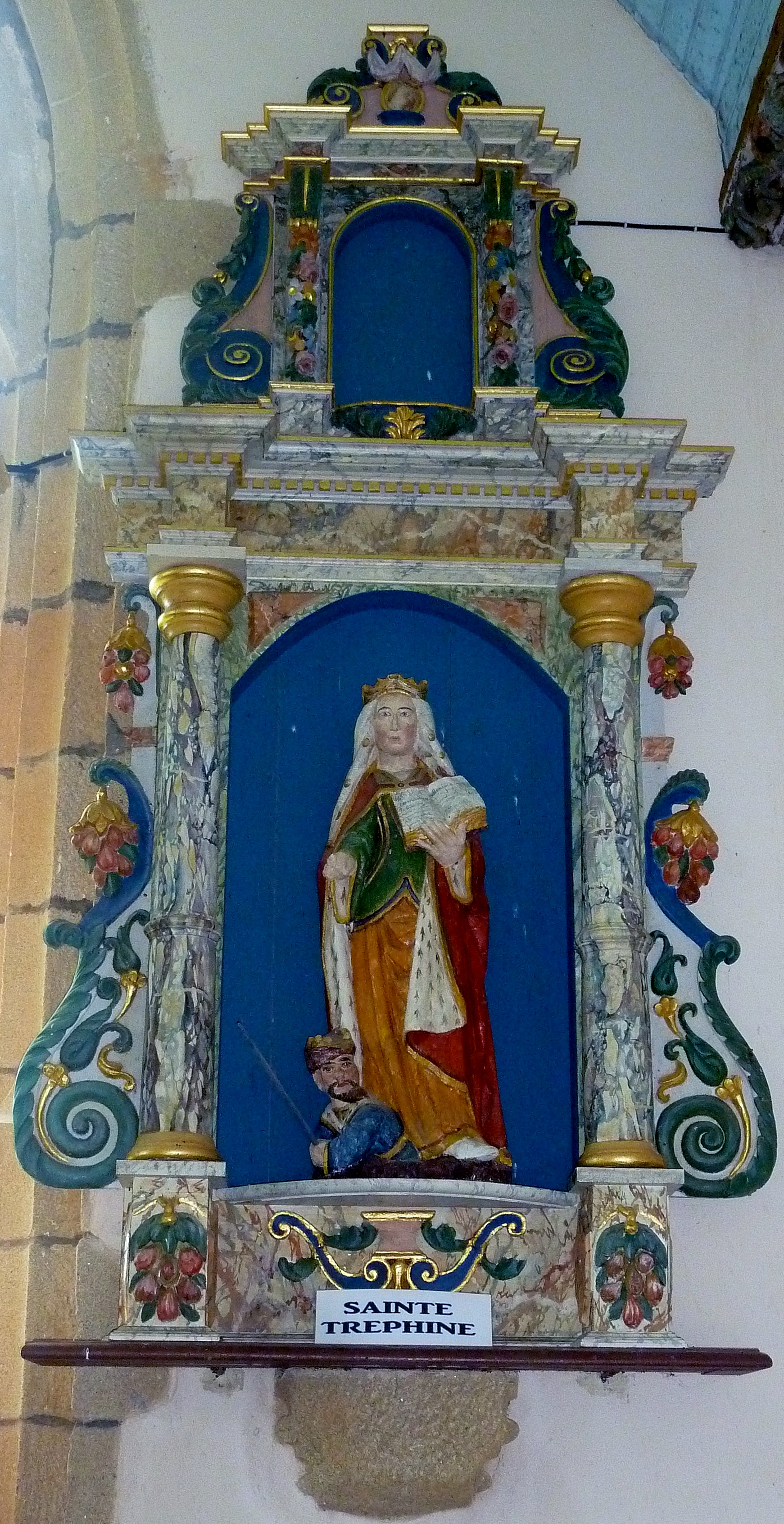
Chapelle Saint-Trémeur (en Cléden-Cap-Sizun), retable et statue de sainte Tréphine.

Tréphine, ainsi que son fils Trémeur furent élevés en saints martyrs. Sainte Tréphine est fêtée le 21 juillet et son fils saint Trémeur le 8 novembre.
- Une paroisse, désormais commune des Côtes-d'Armor, porte son nom : Sainte-Tréphine, qui possède aussi une chapelle Saint-Trémeur.

- Le pont Triffen à Landeleau porte son nom.

- Elle est la patronne de la chapelle de Trébalay en Bannalec et de la chapelle Sainte-Tréphine à Pontivy.

- Une chapelle et un pardon lui sont dédiés dans la commune de Saint-Aignan, à la limite entre les Côtes-d'Armor et le Morbihan. Près de la chapelle on trouve un monticule de cailloux, qui seraient selon la légende locale, les restes du château de Conomor.

## Ses traces dans la culture
Le conte de Barbe Bleue pourrait provenir de la légende de Tréphine.
L'histoire de Tréphine et Arthur a inspiré Anatole Le Braz, qui la raconte dans son recueil des Contes du Soleil et de la Brume.
Le peintre Paul Sérusier en a proposé deux représentations, qui sont citées chez Marcel Guicheteau : La Légende de Sainte Triphine (1904, huile sur toile, 10,9 × 14,3 cm) et Sainte Triphine et Saint Trémeur (1914, sculpture sur bois, cheminée de la maison de Paul Sérusier, Châteauneuf-du-Faou).